# Železniční uzel

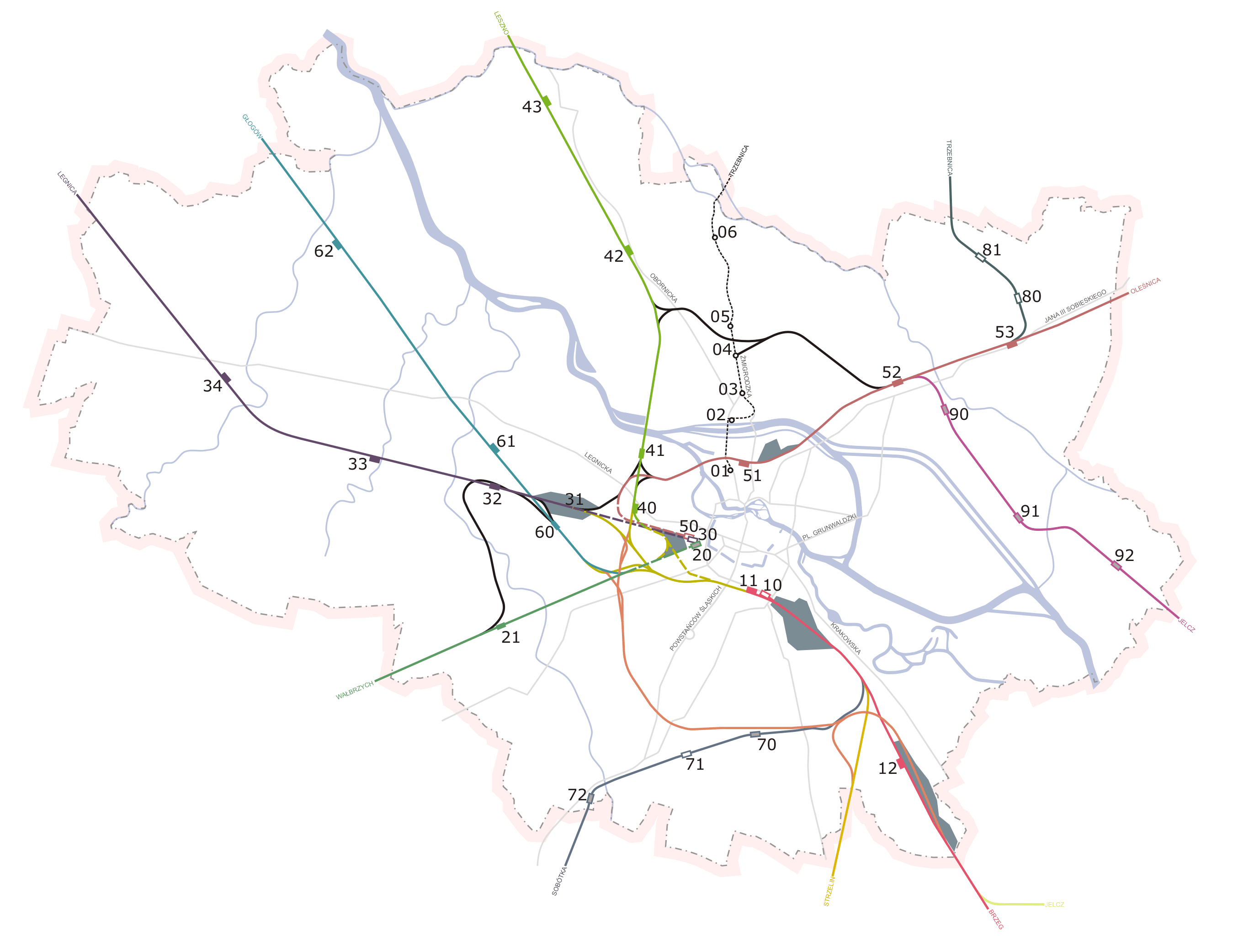
Železniční uzel Vratislav, Polsko

Železniční uzel je označení dopravního místa a technického zázemí v železniční dopravě. Železniční uzel může být pro osobní nebo nákladní dopravu, nebo kombinovaný. Součástí uzlu jsou nádraží pro osobní a nákladní dopravu, výpravní a další budovy, někdy též seřaďovací a odstavné nádraží, dílny, lokomotivní a vozové depo. Do železničního uzlu zpravidla zaúsťuje několik železničních tratí (alespoň ze tří směrů).